# 냉방
냉방(冷房)은 실내의 공기를 시원하게 하는 것을 말한다.
냉방은 뜨거운 여름에 사용을 한다.
주로 에어컨을 이용해 냉방을 한다.